# Кордрей, Ричард
Ричард Кордрей (англ. Richard Cordray; род. 3 мая 1959, Колумбус, Огайо) — американский юрист и политик, член Демократической партии, казначей штата Огайо. Кордрей был Маршалловким стипендиатом в Оксфордском университете с 1981 по 1983 год. В 1987 году стал пятикратным чемпионом игры Jeopardy!.
Кордрей был выбран в Палату представителей Огайо в 1990 году. В 1992 году Кордрей баллотировался в палату представителей США, однако не был избран. На следующий год он был назначен заместителем министра юстиции штата Огайо. В ноябре 2008 года Кордрей был избран прокурором штата Огайо. 17 июля 2011 года Барак Обама объявил, что будет рекомендовать Кордрея на пост главы Управления финансовой защиты потребителей, в 2012 году это назначение стало межсессионным. 16 июля 2013 года Сенат США подтвердил назначение Кордрея на пятилетний срок.